# Marco Lólio (cônsul sufecto)
Marco Lólio (fl. século I a.C.), cujo cognome era provavelmente Paulino, dito o Jovem para diferenciá-lo do pai, foi um senador romano que serviu também como cônsul sufecto.

## Família
Lólio era membro da família plebeia dos Lollia, filho do político e oficial romano Marco Lólio com sua esposa Valéria. Esta, por sua vez, era uma das filhas do grande patrono da literatura, o cônsul Marco Valério Messala Corvino e irmã dos senadores Marco Valério Messala Messalino e Marco Aurélio Cota Máximo Messalino. Lólio tinha o mesmo nome do pai e do avô paterno e é possível que ele tenha sido irmão de Públio Lólio Máximo ou, ao menos, parente próximo do pai dele. Públio era um soldado que servira sob o primeiro imperador romano Augusto que posteriormente se tornou um amigo do poeta Horácio que também se tornou poeta, além de historiador e provável recipiente de um cargo junto ao imperador Tibério por volta de 20 a.C.

## Carreira
Pouco se sabe da vida de Lólio, exceto pelo fato de ele ter servido como cônsul, talvez sufecto em 13.
Lólio se casou com uma nobre chamada Volúsia Saturnina, irmã do cônsul Lúcio Volúsio Saturnino e filha de Quinto Volúsio com sua esposa Cláudia, esta uma irmã do pretor Tibério Cláudio Nero. Assim, ela era também prima dos irmãos Tibério e Nero Cláudio Druso.
Com Volúsia, Lólio teve duas filhas: Lólia Saturnina e Lólia Paulina.